# Georg Matthess
Georg Matthess, richtig: Mattheß (* 28. Februar 1932 in Darmstadt; † 19. November 2017 ebenda) war ein deutscher Hydrogeologe. Er war Professor an der Universität Kiel und Direktor des Geologisch-Paläontologischen Instituts.

## Leben
Matthess wurde 1957 in Darmstadt promoviert und habilitierte sich 1970 in Frankfurt am Main. Er war beim Hessischen Landesamt für Bodenforschung (ab 1966 als Oberregierungsgeologe, ab 1970 als Regierungsdirektor) und leitete ab Mitte 1972 die Abteilung Angewandte Geologie bzw. Hydrogeologie. 1973 wurde er ordentlicher Professor und Direktor des Geologisch-Paläontologischen Instituts  in Kiel. 1997 emeritierte er.
Er schrieb einige Standardwerke über Hydrogeologie und befasste sich insbesondere mit dem Einfluss geologischer Faktoren auf die Reinheit des Grundwassers.
1990 erhielt er die Hans-Stille-Medaille. 1979 bis 1987 war er Präsident der International Commission of Water Quality. 1984 wurde er Ehrenmitglied der Association of Hydrologists of India. Er war auswärtiges Mitglied der Polnischen Akademie der Gelehrsamkeit (PAU) in Krakau. 1998 wurde Matthess Dr. h. c. der Universiteit Gent.
Seit 1953 war er Mitglied der Studentenverbindung Darmstädter Wingolf, seit 1978 auch des Kieler Wingolf.

## Schriften
- The properties of Groundwater, Wiley 1982 (Übersetzung von Die Beschaffenheit des Grundwassers, Lehrbuch der Hydrogeologie, Band 2)
- als Herausgeber: Lehrbuch der Hydrogeologie, mehrere Bände, Gebrüder Borntraeger, davon von Matthess: Band 1 mit Károly Ubell (Allgemeine Hydrogeologie, Grundwasserhaushalt), 1983, 2. Auflage, 2003, Band 2 (Die Beschaffenheit des Grundwassers), 1973, 3. Auflage 1994
- als Herausgeber Transport- und Abbauverhalten von Pflanzenschutzmitteln im Sicker- und Grundwasser, Schriftenreihe des Vereins für Wasser-, Boden- und Lufthygiene, Band 100, Stuttgart, G. Fischer 1997
- Beziehungen zwischen geologischem Bau und Grundwasserbewegung in Festgesteinen, Abhandlungen des Hessischen Landesamtes für Bodenforschung, Band 58, 1970
- Zur Geologie des Ölschiefervorkommens von Messel bei Darmstadt,  Abhandlungen des Hessischen Landesamtes für Bodenforschung, Band 51, 1966
- Herkunft der Sulfat-Ionen im Grundwasser, Hessisches Landesamt für Bodenforschung, 1961
- Geologische und hydrochemische Untersuchungen in der östlichen Vorderpfalz zwischen Worms und Speyer, Notizblatt Hessisches Landesamt für Bodenforschung, Band 86, 1958, S. 335–378
- als Herausgeber: Progress in hydrogeochemistry: organics, carbonate systems, silicate systems, microbiology, models, Springer Verlag 1992
- mit anderen: Lebensdauer von Bakterien und Viren in Grundwasserleitern : zusammengefasster Abschlussbericht--Untersuchungen der Lebensdauer von Bakterien und Viren im Grundwasser im Hinblick auf die Ausweisung von Schutzgebieten für die Grundwassergewinnungsanlagen, im Auftrag des Umweltbundesamtes, Berlin 1985